# Verona, Pennsylvania
Verona är en kommun av typen borough i Allegheny County i Pennsylvania. Vid 2010 års folkräkning hade Verona 2 474 invånare.